# 富山県道255号守山向野線
富山県道255号守山向野線（とやまけんどう255ごうもりやまむかいのせん）は、富山県高岡市にある一般県道である。

## 路線概要
- 起点：富山県高岡市守山（＝富山県道32号小矢部伏木港線交点）
- 終点：富山県高岡市宝町（＝富山県道24号伏木港線交点）
- 主要橋梁：二上橋

## 接続道路
- 富山県道32号小矢部伏木港線（高岡市守山、守山交差点・起点）
- 富山県道57号高岡環状線（高岡市二上町、守護町交差点）
- 国道8号富山高岡バイパス（高岡市熊野町、熊野町交差点）
- 富山県道24号伏木港線（高岡市宝町、終点）

## 路線バス
守護町交差点から終点まで加越能バスの路線バスが運行されている。